# Менло (Джорджія)
Менло (англ. Menlo) — місто (англ. city) в США, в окрузі Чаттуга штату Джорджія. Населення — 480 осіб (2020).

## Географія
Менло розташоване за координатами 34°29′1″ пн. ш. 85°28′39″ зх. д. / 34.48361° пн. ш. 85.47750° зх. д. (34.483491, -85.477611).  За даними Бюро перепису населення США в 2010 році місто мало площу 2,03 км², уся площа — суходіл.

## Демографія
Згідно з переписом 2010 року, у місті мешкали 474 особи в 215 домогосподарствах у складі 133 родин. Густота населення становила 234 особи/км².  Було 253 помешкання (125/км²).
Расовий склад населення:
| - 96,2 % — білих - 2,7 % — чорних або афроамериканців - 0,6 % — корінних американців |

До двох чи більше рас належало 0,4 %. Частка іспаномовних становила 0,2 % від усіх жителів.
За віковим діапазоном населення розподілялося таким чином: 23,0 % — особи молодші 18 років, 57,4 % — особи у віці 18—64 років, 19,6 % — особи у віці 65 років та старші. Медіана віку мешканця становила 39,7 року. На 100 осіб жіночої статі у місті припадало 91,9 чоловіків;  на 100 жінок у віці від 18 років та старших — 88,1 чоловіків також старших 18 років.
Середній дохід на одне домашнє господарство  становив 31 435 доларів США (медіана — 22 000), а середній дохід на одну сім'ю — 41 642 долари (медіана — 33 750). За межею бідності перебувало 39,1 % осіб, у тому числі 50,8 % дітей у віці до 18 років та 45,2 % осіб у віці 65 років та старших.
Цивільне працевлаштоване населення становило 191 осіб. Основні галузі зайнятості: виробництво — 30,9 %, освіта, охорона здоров'я та соціальна допомога — 25,7 %, мистецтво, розваги та відпочинок — 9,4 %, фінанси, страхування та нерухомість — 7,9 %.